# Gary Ball
Gary Ball (nacido en 1953 - fallecido en el Dhaulagiri el 6 de octubre de 1993) fue un alpinista neozelandés. Hizo cumbre en el monte Everest en 1990 y 1992.

## Carrera
Ball fue guía de campo de la División Antártica neozelandesa e instructor de formación en supervivencia en la base Scott en 1976-77 y guía de campo en el norte de Victoria Land para la expedición GANOVEX en 1979-80. También escaló el monte Cook 26 veces, en aquel momento todo un récord. En 1989 Gary Ball intentó sin éxito escalar el Everest. En 1990 hizo cumbre con Peter Hillary, hijo de Edmund Hillary, y Rob Hall.
Desde la cumbre, llamaron a una cadena de televisión neozelandesa para hablar en directo en horario de máxima audiencia. A su regreso a Nueva Zelanda, aparecieron en desfiles y consiguieron patrocinios de empresas para escalar otras cotas. En 1990, Ball y Hall escalaron las Siete Cumbres en siete meses. Juntos fundaron Adventure Consultants en 1991 y fueron de los pioneros de las excursiones guiadas al Everest. Hall y Ball habían escalado 16 montañas juntos y eran famosos en Nueva Zelanda por sus hazañas.
En 1990, Ball recibió la Medalla Conmemorativa de 1990 de Nueva Zelanda.
En 1992, Ball también intentó escalar el K2, pero sufrió una embolia pulmonar. Fue rescatado a 8 300 metros de altitud a lo largo de varios días, inicialmente por Rob Hall y más tarde por un equipo formado por Dan Mazur, Scott Fischer, Ed Viesturs, Neal Beidleman y Jon Pratt.

## Muerte
Ball murió en octubre de 1993 tras sufrir un nuevo edema pulmonar de gran altitud mientras escalaba el monte Dhaulagiri, en Nepal, en ayuda de Hall. Al no poder hace nada por su amigo, Hall enterró el cuerpo de Ball en una grieta de la montaña, que fue redescubierto diez años después. En 2004, sus familiares planearon un viaje para volver a enterrar el cuerpo.